# Hans Helge Madsen
Hans Helge Madsen (16. november 1936 – 11. januar 2008) var en dansk kunsthistoriker, arkitekturhistoriker og forfatter.
Madsen virkede som kunstanmelder i midten af 1960'erne, og fra slutningen af 1960'erne var han i en tid fagredaktør ved den planlagte nye udgave af Salmonsens Konversationsleksikon, der senere udkom som Den Store Danske Encyklopædi.
Primært var han dog forfatter og en faglig kapacitet med stor alsidighed. Hans første udgivelser handlede om billedkunst, men siden bevægede han sig ind på felterne byplanlægning og arkitekturens historie. Han skrev en monografi om arkitekten Ferdinand Meldahl, hvori den omstridte og magtfulde arkitekt udlægges som en sammensat personlighed. Ambivalensen i historicismens arkitektur og planlægning interesserede i det hele taget Hans Helge Madsen.
Han boede på Østerbro i København, og denne bydel og dens særpræg fik også fylde i hans forfatterskab.
Madsens sidste værk, som han fik færdiggjort før sin tidlige død, er Skæv og National (Bogværket 2009), hvori han analyserer dansk byplanlægning fra 1830 og indtil Planloven af 1938.

## Produktion
- Interiørdekorationer i Erichsens Palæ. Fra arkitekten J.J. Ramées virke i København, Aktieselskabet Kjøbenhavns Handelsbank, 1968
- Estrup møder Esmann i Panoptikon Gyldendal 1970
- Huse må ikke styrte sammen, Rhodos 1972
- Ejnar Nielsen eller Eventyret om Gjern, Borgen 1974
- Jens Birkholms to byer, Borgen 1976
- Brumlebys Historiebog, Nationalmuseet 1979
- Meldahls rædselsprogram. F. Meldahl. Arkitekt og politiker 1827 – 1908, Nyt Nordisk Forlag Arnold Busck 1983
- Østerbros Herligheder – en bydels identitet, Nationalmuseet 1986
- København. Oplevet og beskrevet af Hans Helge Madsen, Gyldendal 1987 (bind 5 i serien Danmark)
- Chicago-København. Alfred Råvads Univers, Gyldendal 1990
- Hvor guderne leger. Om byers tilblivelse, Rosinante 1993
- Østerbro før nu – og aldrig, Fogtdal 1993
- Saglighedens Slagmark. Om tyske byers planlægning, Munksgaard 1997
- Enhver by er forskellig. Samtaler i Kathmandu om kunst og plan, Rosinante 2000
- Prip-Møllers Kina. Arkitekt, missionær og fotograf i 1920rne og 30rne, Arkitektens Forlag 2003
- (Sammen med Otto Käszner) Den præmierede by, Arkitektens Forlag 2003
- Sommerhuslandskab – omkring Liseleje, Melby, Asserbo, Arkitektens Forlag 2006
- Skæv og National: Dansk byplanlægning 1830-1938, Bogværket 2009